# Abel Santa Cruz
Abel Santa Cruz (Buenos Aires, 2 de septiembre de 1915-Mar del Plata, 4 de febrero de 1995) fue un conocido guionista, productor, argumentista, autor y dialoguista argentino.

## Biografía

### Su carrera en la radio
Fue uno de los guionistas más importantes de la radio, la televisión y el cine. Inició su carrera recitando poemas propios en Radio La Nación contando con 14 años de edad en programas como La hora de la asueroterapia, conducido por el doctor Fernando Asuero. Realizó sus estudios primarios en el Colegio Julio A. Roca, y luego, a los 17 años se recibió de profesor en el Colegio Mariano Acosta, donde dirigía una revista escolar, y al año siguiente fue reemplazado por el joven estudiante Julio Cortázar (1914-1984). En 1939 se recibió en Filosofía y Letras. De 1937 a 1947 ejerció la cátedra y el magisterio. A su vez era periodista deportivo en las revistas La Cancha y Patoruzú, donde hacía también humorismo.
Casado desde finales de los años treinta y viviendo en el barrio de Villa Devoto, allí ejercía su trabajo como maestro. Luego se mudó con su familia al barrio de Villa Urquiza. Trabajando en la revista El Suplemento, fue convocado por un gerente para probar suerte en el medio radial, así que profesionalmente comenzó en 1939 escribiendo libretos en el programa Doña Oliva al olio, donde él firmaba con el seudónimo de Lépido Frías. El programa duró nueve meses y contaba con la participación en vivo del público (como se solía hacer antes) y de la orquesta Manos Brujas (dirigida por Rodolfo Biagi). Mediante una charla con diversas personas consiguió escribir su primera novela llamada Donde la tierra es roja (de 1940), por Radio Splendid. En 1943 debutó en Radio El Mundo con La vida de Eva Lavaliere, dirigido por Enrique Santos Discépolo y con la participación de Narciso Ibáñez Menta.
Con gran éxito, a mediados de los años cuarenta llegó a tener a la misma hora tres novelas al aire, y en 1946 comenzó a transmitirse ¡Qué vida esta, señor!, con Luis Pérez Aguirre y Angélica López Gamio, que se mantuvo cinco años. En 1947 se estrena ¡Qué pareja!, con Blanquita Santos y Héctor Maselli, con una duración de veinte años. La mayoría de sus radioteatros ―que tenían como protagonistas generalmente a Oscar Casco, Hilda Bernard, Fernando Siro, etc.― fueron llevados a la televisión, como Tu nombre es María Sombra ―que fue trasladado a Nuestra gallegita― y Carmiña, al igual que otros tantos como La sangre también perdona ―trasladado al medio televisivo en ciclos como Nostalgias del tiempo lindo (de 1966-1967)―. También se transmitieron en el exterior y se realizaron fotonovelas, una de ellas con Jorge Salcedo.

### En cine
En 1940 colaboró en el guion con Romillo según el argumento de Discépolo en Un señor mucamo, dirigida por este. En 1942 estrenó una comedia musical llamada Esta noche, filmación, con Tita Merello, Fernando Borel y Augusto Codecá. Luego, durante ocho años no pudo trabajar debido a las exigencias que se presentaban debido a que no les gustaban sus libretos, hasta que recién en 1950 pudo escribir el guion de películas como Al compás de tu mentira, La muerte está mintiendo, El hermoso Brummel, Mujeres en sombra, El muerto es un vivo, La mejor del colegio, entre otras. Sin embargo, en 1952 provocó un gran éxito con su labor en Los ojos llenos de amor, con Ángel Magaña, que se estrenó en el Teatro Versalles, por lo que fue solicitado para comenzar a hacer televisión en el ciclo Te quiero Ana, con José Cibrián y Ana María Campoy, a principios de los años cincuenta. Batió un récord al escribir en solo tres días el libreto de Hay que bañar al nene. Trabajó con destacados directores cinematográficos argentinos como Fernando Ayala, Enrique Cahen Salaberry, Carlos Schlieper, etc.
Como autor, tuvo un éxito razonable con filmes como La dama del millón, Enigma de mujer, Cuarenta años de novios, con Lolita Torres y Cuidado con las colas, durante los años cincuenta y sesenta. En 1956 realizó la adaptación del libreto en Amor a primera vista, con Nelly Láinez y Osvaldo Miranda, y fue productor a principios de los años sesenta en tres películas dirigidas por Rodolfo Blasco y Emilio Vieyra. Escribió los diálogos de La muerte está mintiendo y El tango en París, con escasa popularidad en aquella época. Junto con Julio Saraceni fue el creador de la historia de Destino de un capricho, con Eva Franco y Sandro en 1972 e hizo argumentos para películas cómicas como Pimienta y Pimentón, de Carlos Rinaldi y Frutilla, en homenaje al actor Florencio Parravicini y que fue llevada al teatro, al igual que el film Ladroncito de mi alma.
Fue el guionista de películas que tuvieron mucho éxito como La pícara soñadora, con Mirtha Legrand, Catita es una dama, con Niní Marshall, Dr. Cándido Pérez, señoras, que fue llevada a la televisión y al teatro. Entre otras también se pueden mencionar sus labores en las dos versiones de Canuto Cañete, Pimienta, que incluía cuadros musicales y un protagónico de Luis Sandrini, Gran Valor en la facultad de medicina, etc. Además, dos de sus libretos fueron protagonizados por Libertad Lamarque: La sonrisa de mamá y La mamá de la novia, ambas de Enrique Carreras. En 1982 hizo el que sería su última labor en este medio en el film inédito Buenos Aires Tango, de Saraceni y Jorge Briand.

### Éxito en televisión
Casi desde los comienzos de este medio, intervino siendo dirigido por Juan Manuel Fontanals en un drama. Tiempo después, luego de varios años, escribió el libreto del poco recordado ciclo Señoritas alumnas, con Mabel Pessen, Evangelina Salazar, Marilina Ross y un gran elenco de actores. Dos años después, trabajó en tres programas más, uno de ellos con Carlitos Balá (Soldado Balá por Canal 13). En 1967 interpretó junto a Niní Marshall (que también fue guionista) la historia del programa Teatralerías, por Canal 9. Nuestra galleguita con Laura Bove y Norberto Suárez, con dirección de Alejandro Doria. Luego se hizo otra versión de la misma historia pero de época en los años treinta: Carmiña, protagonizado por María de los Ángeles Medrano y Arturo Puig, dirigidos por Martha Reguera. Uno de sus grandes éxitos, donde actuaron Rodolfo Bebán y Gabriela Gili, dirigidos por Martha Reguera fue la emisión de Malevo, que se mantuvo dos años al aire; compitiendo un poco, quizás, con su otra obra Me llaman gorrión, por Canal 9, con la actriz argentina Beatriz Taibo, y luego Me llaman Gorrión fue producida en otros países. Escribió la novela Llena de amor, emitida en 1980 por Canal 7, protagonizada por Elcira Olivera Garcés, Mariana Karr, Coni Vera, Enzo Viena, Patricia Castell y Alberto Argibay. Además incursionó en el género infantil, con Mundo de juguete, Papá Corazón, Señorita maestra, Carrusel, Carrusel de las Américas (secuela) del cual se hicieron varias versiones y fue llevado al exterior y a distintos medios como el cine, incluso se realizaron adaptaciones de este para la novela mexicana Carita de ángel, después de su muerte, y de ¡Vivan los niños!, que actualmente son sus dos grandes éxitos infantiles. Y en la década de los 2010s, las versiones brasileñas de Carrossel y Carinha de Anjo fueron un mega éxito en Latinoamérica, Europa y Asia.
Editor del recordado Cándido Pérez, este volvió a emitirse en televisión pocos años antes de su muerte con distintas temáticas a la de la primera versión y con un nuevo elenco de actores. Sin embargo, a finales de los años setenta comenzó a no tener mucho éxito con sus ediciones, cosa que sucedió hasta finales de la década siguiente, excepto algunas excepciones como Jacinta Pichimahuida, donde se encontraban los personajes de, entre otros niños, Etelvina y Cirilo. Gran amigo de Alejandro Romay, este llegó a emitirle hasta tres teleteatros en un año.

### Su relación con el peronismo
Santa Cruz nunca fue peronista, pero contra su voluntad ―porque en esa época no se podía discutir, decía él― tuvo que escribir para el peronismo, donde él afirmaba que siempre redactaba la verdad. En 1955, tras el golpe de Estado contra Juan Domingo Perón, el exdirector de Comunicaciones Isidoro J. Odena le comunicó que la dictadura de Aramburu le prohibía trabajar (como a otros cientos de artistas peronistas). Teniendo que realizar una gran cantidad de trámites, entre los años 1956 y 1957 tuvo que realizar sus trabajos con seudónimos que le prestaban sus compañeros de trabajo y amigos ―como Héctor Maselli, que le dio el suyo (que era Juan Peregrino)―, para que Santa Cruz pudiera continuar su composición de ¡Qué pareja!. También recibió la ayuda del actor Gustavo Cavero y de Laura Favio. Hasta que Felipe Rossi, que era el productor de La familia Gesa, puso los libretos a su nombre y como no sucedió nada, Abel continuó su carrera profesional.

## Últimos años
Continuó realizando sus clásicas compaginaciones hasta finales de los años ochenta. A partir de fines los años ochenta y en los años noventa comenzaron con asiduidad a hacerse adaptaciones de sus historias con gran éxito, sobre todo en México como en la exitosa Carrusel, versión mexicana de la maestra Jacinta Pichimahuida en Señorita maestra, luego Dr. Cándido Pérez, señoras (México), Mi pequeña traviesa (de Estados Unidos), ¡Vivan los niños! (México), entre otras. Las novelas de Santa Cruz -incluso hasta después de su muerte-  continuaron haciéndose adaptaciones por diversos programas y películas de todo el continente americano.
Falleció a los 79 años, el 4 de febrero de 1995, en Mar del Plata, debido a un cáncer. Estuvo casado con las actrices Elcira Olivera Garcés, Eva Ziegler, Teresa Blasco y Silvia Montanari.

## Filmografía

### Guionista
- Un señor mucamo (1940).
- Al compás de tu mentira (1950).
- La muerte está mintiendo (1950).
- El hermoso Brummel (1951).
- Mujeres en sombra (1951).
- Bárbara atómica (1952).
- La muerte en las calles (1952).
- La mejor del colegio (1953).
- Asunto terminado (1953).
- El muerto es un vivo (1953).
- La edad del amor (1954).
- Detective (1954).
- Los problemas de papá (1954).
- Crisol de hombres (1954).
- Los ojos llenos de amor (1954).
- Un novio para Laura (1955).
- Mi marido hoy duerme en casa (1955).
- Adiós problemas (1955).
- Más pobre que una laucha (1955).
- La dama del millón (1956).
- Los maridos de mamá (1956).
- La pícara soñadora (1956).
- Catita es una dama (1956).
- Enigma de mujer (1956).
- De noche también se duerme (1956).
- Los maridos de mamá (1956).
- El tango en París (1956).
- El ángel de España (1958).
- Hay que bañar al nene (1958).
- La hermosa mentira (1958).
- Del cuplé al tango (1959).
- La madrastra (1960).
- La maestra enamorada (1961).
- Quinto año nacional (1961).
- Dr. Cándido Pérez, señoras (1962).
- Disloque en Mar del Plata (1962).
- Cristóbal Colón en la Facultad de Medicina (1962).
- El mago de las finanzas (1962).
- Detrás de la mentira (1962).
- Cuando calienta el sol (1963).
- Cuarenta años de novios (1963).
- Canuto Cañete, conscripto del siete (1963).
- Testigo para un crimen (1963).
- La fin del mundo (1963).
- Placeres conyugales (1963).
- Alias Flequillo (1963).
- Cuidado con las colas (1964).
- Cleopatra era Cándida (1964).
- Canuto Cañete y los 40 ladrones (1964).
- Disloque en el presidio (1965).
- Bicho raro (1965).
- Dos quijotes sobre ruedas (1966).
- Vivir es formidable (1966).
- Esta noche mejor no (1965).
- Canuto Cañete, detective privado (1965).
- Pimienta (1966).
- Con el más puro amor (1966) (producida en 1955).
- ¿Quiere casarse conmigo? (1967).
- La picara soñadora (1968).
- El profesor hippie (1969).
- El día que me quieras (1969).
- La muchacha que vino de lejos (1970).
- Jacinta Pichimahuida (1970).
- Pimienta y Pimentón (1970).
- Un gaucho con plata (1970).
- En una playa junto al mar (1971).
- La familia hippie (1971).
- Destino de un capricho (1972).
- El profesor tirabombas (1972).
- Mi amigo Luis (1972).
- Había una vez un circo (1972).
- La sonrisa de mamá (1972).
- Me llaman Gorrión (1972).
- Muñeca México (1973).
- Allá en el Norte (1973).
- Hoy le toca a mi mujer (1973).
- Los padrinos (1973).
- Siempre fuimos compañeros (1973).
- Papá corazón (1973).
- Papá Corazón se quiere casar (1974).
- Carmiña (Su historia de amor) (1975).
- Jacinta Pichimahuida se enamora (1977).
- La mamá de la novia (1978).
- Vivir con alegría (1979).
- Andrea Celeste (1979).
- Hola Pelusa (1980).
- Locos por la música (1980).
- Gran Valor en la Facultad de Medicina (1981).
- Buenos Aires Tango (inédita) (1982).
- Casi una pareja (1982).
- Señorita maestra (1983-1985).
- Rosa salvaje  México (1987).
- Mi segunda madre México (1989).
- Carrusel México (1989-1990).
- Natacha Perú-Venezuela (1990).

### Readaptaciones de sus obras
- A Moça que Veio de Longe Brasil (1964).
- Nuestra galleguita Argentina (1969).
- Natacha Perú (1970).
- Carmiña Argentina (1972).
- Mundo de juguete México (1974-1977).
- Papai Coração Brasil (1976-1977).
- Chispita México (1982-1983).
- Mundo de muñeca Argentina (1984).
- Guadalupe México (1984).
- Dr. Cándido Pérez México (1987-1993).
- La picara soñadora México (1991).
- La última esperanza México (1993).
- María Sol Argentina (1993).
- Gorrión Perú (1994-1995).
- Luz Clarita México (1996).
- Mi pequeña traviesa México (1997-1998).
- Carita de ángel México (2000).
- Pícara Sonhadora Brasil (2001).
- Pequena Travessa Brasil (2002).
- Vivan los niños México (2002-2003).
- Sueños y caramelos México (2005).
- Papá del corazón Paraguay (2008).
- Niña de mi corazón México (2010).
- Carrossel Brasil (2012).
- Por siempre mi amor México (2013-2014).
- Carinha de anjo Brasil (2016-2018).
- Dr. Cándido Pérez México (2021).

### Argumento
- Frutilla (1980).
- Pimienta y Pimentón (1970).

### Idea original
- Destino de un capricho (1972).
- Dr. Cándido Pérez, señoras (1987).

### Autor
- Los ojos llenos de amor (1954).
- La dama del millón (1956).
- Enigma de mujer (1956).
- La hermosa mentira (1958).
- Hay que bañar al nene (1958).
- Cuarenta años de novios (1963).
- Cuidado con las colas (1964).
- Llena de amor (1980).

### Adaptación
- Amor a primera vista (1956).
- Mi dulce enamorada (1972).

### Diálogos
- La muerte está mintiendo (1950).
- El tango en París (1956).

### Producción
- Quinto año nacional (1961).
- Los que verán a Dios (1961).
- Detrás de la mentira (1962).

## Producción historietística
- Pancho López (1957) con dibujos de Alberto Breccia.[1][2]